# 江珀敦 (密西西比州)
江珀敦（英語：Jumpertown）是位於美國密西西比州普蘭提斯縣的城鎮。

## 人口
根據2020年美國人口普查的數據，江珀敦的面積為4.63平方千米，皆為陸地。當地共有人口425人，而人口密度為每平方千米92人。